# 帕斯泰纳
帕斯泰纳（義大利語：Pastena），是意大利弗罗西诺内省的一个市镇。总面积42.01平方公里，人口1545人，人口密度36.8人/平方公里（2009年）。ISTAT代码为060047。